# جورامي ثعباني الجلد
جورامي ثعباني الجلد (باللاتينية: Trichogaster pectoralis)، (بالإنجليزية: Snakeskin gourami) هي سمكة هادئة يصل طولها إلى 25 سم وزعنفتا البطن كالخيط وزعنفة الظهر طويلة ومدببة في الذكر، ولونه أسود في فضي ويشبه لون جلد الثعبان.